# إسحاق أساري
إسحاق أساري (بالإنجليزية: Isaac Asare)‏ هو لاعب كرة قدم بلجيكي وغاني في مركز ظهير ‏، ولد في 1 سبتمبر 1974 في كوماسي في غانا. لعب مع رويال أندرلخت.

## وصلات خارجية
- إسحاق أساري على موقع الاتحاد الدولي (مؤرشف)  (الإنجليزية)
- إسحاق أساري على موقع قاعدة بيانات كرة القدم.إي يو (الإنجليزية)
- إسحاق أساري على موقع ناشيونال فوتبول تيمز (الإنجليزية)
- إسحاق أساري على موقع عالم كرة القدم.نت (الإنجليزية)
- إسحاق أساري على موقع اللجنة الأولمبية الدولية (الإنجليزية)
- إسحاق أساري على موقع أوليمبيديا (الإنجليزية)